# Deutsche Tischtennis-Meisterschaft 1992
Die 60. nationale Deutsche Tischtennis-Meisterschaft fand vom 6. bis 8. März 1992 in Rostock in der Stadthalle statt. Es war die erste Meisterschaft in den Neuen Bundesländern.
Im Herreneinzel und Mixed konnten die Vorjahressieger den Titel verteidigen. Jörg Roßkopf setzte sich wieder im Endspiel gegen Steffen Fetzner durch, sein fünfter Titelgewinn in Folge. Im Doppel mussten sich die beiden allerdings mit Platz zwei begnügen hinter Peter Franz/Torben Wosik, ungewohnt nach vorherigen vier Titelgewinnen in Folge. Bei den Damen holte Christiane Praedel in allen drei Disziplinen eine Medaille. Erstmals (und zum einzigen Mal) siegte sie im Dameneinzel. Im Doppel und Mixed erreichte sie das Halbfinale. Das Damendoppel gewannen Ilka Böhning/Nicole Struse.
| Platz | Herreneinzel    | Dameneinzel        | Herrendoppel                       | Damendoppel                       | Mixed                             |
| ----- | --------------- | ------------------ | ---------------------------------- | --------------------------------- | --------------------------------- |
| 1     | Jörg Roßkopf    | Christiane Praedel | Peter Franz/Torben Wosik           | Ilka Böhning/Nicole Struse        | Andreas Fejer-Konnerth/Olga Nemes |
| 2     | Steffen Fetzner | Nicole Struse      | Jörg Roßkopf/Steffen Fetzner       | Kinga Lohr/Olga Nemes             | Richard Prause/Nicole Struse      |
| 3     | Georg Böhm      | Elke Schall-Süß    | Hans-Jürgen Fischer/Thomas Roßkopf | Barbara Puschmann/Elke Schall-Süß | Oliver Alke/Cornelia Faltermaier  |
| 3     | Vladislav Broda | Olga Nemes         | Adel Massaad/Richard Prause        | Christiane Praedel/Ilka Uhrlandt  | Peter Franz/Christiane Praedel    |

In den Einzelwettbewerben wurden drei Gewinnsätze ausgespielt, in den Doppelwettbewerben dagegen nur zwei Gewinnsätze.

## Wissenswertes
- Es gab viele überraschende Ergebnisse und Favoritenstürze.
  - Carsten Matthias Sieg in Runde zwei über Peter Franz, bezeichneten Kommentatoren als „Paukenschlag“.[1]
  - Christian Dreher gewann gegen Richard Prause.
  - Auch Christiane Praedels Siege gegen Cornelia Faltermaier, Olga Nemes und Nicole Struse kam für die Fachwelt unerwartet.
  - Ulla Rottmann warf in Runde drei Jin-Sook Cords aus dem Rennen.
- Einen Fairnesspreis erhielt Ilka Uhrlandt, weil sie beim Doppel mit Christiane Praedel gegen Cornelia Faltermaier/Jin-Sook Cords eine Schiedsrichterentscheidung zu ihrem Ungunsten korrigierte.